# 武陵区

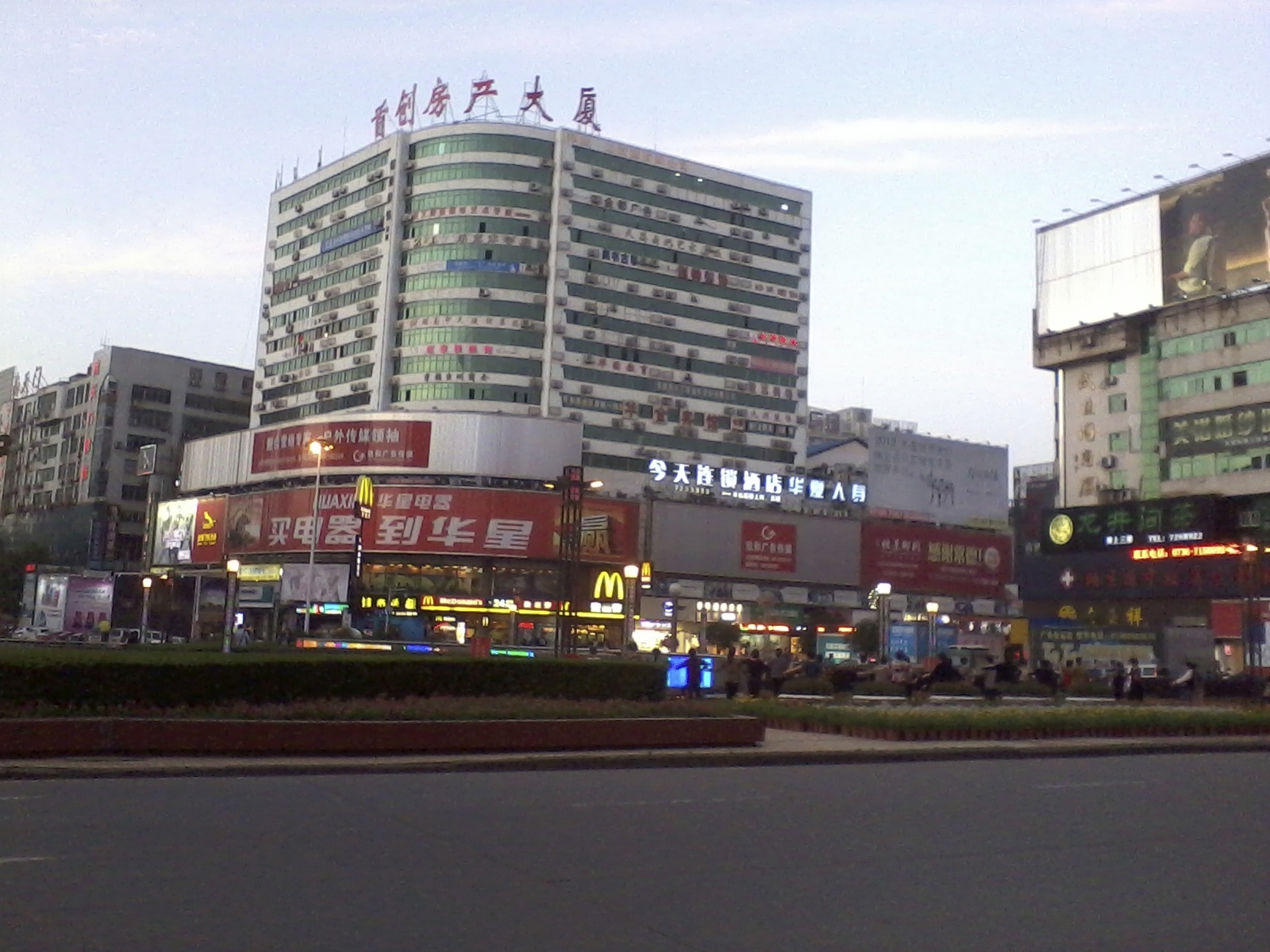

武陵区为湖南省常德市下轄的市辖区，位于湖南省北部、常德市中部偏北，地处洞庭湖西部。区域总面积为298平方公里，总人口約74万人，區人民政府駐滨湖中路府坪巷。

## 历史
武陵区成立于1988年。国务院1988年1月23日撤销常德地区、常德县、县级常德市，成立地级常德市、鼎城区和武陵区，武陵区由原县级常德市和从原常德县划出武陵、斗母湖、河洑、石门桥四个镇和丹洲、康家吉、南坪岗、河洑、芦获山五个乡至武陵区。鼎城区继承原县级常德市行政体制。

## 人口
根據第七次人口普查數據，截至2020年11月1日零時，武陵區常住人口為730970人。
全區户籍總人口为386,854人（2002年）。

## 經濟
全区GDP总量为160,927万元（2002年）。

## 行政区划
武陵区下辖15个街道办事处、2个镇、2个乡：
启明街道、府坪街道、穿紫河街道、丹阳街道、白马湖街道、德山街道、东江街道、永安街道、南坪街道、长庚街道、芷兰街道、芙蓉街道、柳叶湖街道、七里桥街道、樟木桥街道、河洑镇、白鹤镇、芦荻山乡和丹洲乡。
常德经济技术开发区代管德山街道、樟木桥街道，柳叶湖旅游度假区代管柳叶湖街道、七里桥街道及白鹤镇。

## 政治

### 现任领导
| 机构     | 武陵区人民政府 区长 | · 中国共产党 · 武陵区委员会 · 书记 | 武陵区人民代表大会 常务委员会 主任 | · 中国人民政治协商会议 · 武陵区委员会 · 主席 |
| -------- | ------------------- | ---------------------------------- | ---------------------------------- | -------------------------------------------- |
| 姓名     | 寻健                | 康少中                             | 曹慧                               | 黄治军                                       |
| 民族     | 汉族                | 汉族                               | 汉族                               | 汉族                                         |
| 出生地   | 湖南省浏阳市        | 湖南省桃源县                       | 不明                               | 湖南省安乡县                                 |
| 出生日期 | 1979年11月（45歲）  | 1974年1月（51歲）                  | 不明                               | 1970年8月（54歲）                            |
| 就任日期 | 2021年10月          | 2021年4月                          | 2021年10月28日                     | 2021年10月26日                               |

## 交通
207国道、 319国道过境。